# Maiken Caspersenová Fallaová
Maiken Caspersenová Fallaová, nepřechýleně Maiken Caspersen Falla (* 13. srpna 1990 Lørenskog) je norská běžkyně na lyžích, která se specializuje na sprinty a závody na krátké vzdálenosti.
Je olympijskou vítězkou z roku 2014 v individuálním sprintu a trojnásobnou olympijskou medailistkou. V roce 2017 se stala mistryní světa ve sprintu na Mistrovství světa v klasickém lyžování 2017, v roce 2019 svůj titul úspěšně obhájila. Celkem získala pět zlatých, jednu stříbrnou a čtyři bronzové medaile na mistrovství světa. Je trojnásobnou vítězkou křišťálového glóbu za sprinty ve Světovém poháru. Její nejvyšší umístění v celkovém hodnocení Světového poháru je šesté místo, kterého dosáhla v sezonách 2014/15 a 2015/16.
S celkovým počtem 21 vítězství ve Světovém poháru je druhou nejúspěšnější sprinterkou Světového poháru všech dob za Marit Bjørgenovou a společně s Petrou Majdičovou. Společně s Majdičovou vyhrála také největší počet sprinterských závodů v jediné sezoně.

## Největší úspěchy
- MS 2011: 3. místo v týmovém sprintu (s Astrid Jacobsen)
- MS 2013: 3. místo ve sprintu klasicky